# Городинец, Иван Сергеевич
Иван Сергеевич Городинец (3 сентября 1927 — 3 мая 2014) — советский и украинский педагог, общественный деятель, краевед. Заслуженный учитель УССР (1985) и Почётный краевед Украины.

## Биография
Родился в семье крестьянина-середняка. Отец — Городинец Сергей Поликарпович (1897—1988) — ветеран трёх войн: Первой мировой, гражданской и Великой Отечественной войны. Мать — Городинец (в девичестве — Федько) Агафья Федотовна (1904—1979) — работала в огородной бригаде колхоза «Новая Жизнь».
В 1933 году вместе с родителями переехал жить в деревню Безбородки.
В 1935 году пошёл учиться в первый класс сельской начальной школы и к 1939 году окончил четыре класса. Поступил учиться в пятый класс средней школы соседнего села и к 1941 году окончил шесть классов. Во время учёбы в школе участвовал в работе математического, географического и литературного кружков. Обучение в школе было прервано в связи с началом войны.
В 1942 году вместе с родителями переехал жить в село Беспальче.
С сентября 1941 года по сентябрь 1943 года проживал на оккупированной фашистами территории в сёлах Безбородки и Беспальче.
После освобождения села Красной Армией в сентябре 1943 года работал в колхозе «Новая Жизнь» на разных работах.
11 декабря 1944 года был мобилизован в Красную Армию, два месяца служил в Рыбинске, Ярославская область, и оттуда направлен на фронт. Участвовал в боевых действиях в составе 2-го Белорусского фронта. Артиллерист-зенитчик, участник освобождения Польши. 5 апреля 1945 года был ранен. После войны продолжил военную службу в Польше, при охране военного объекта был ранен второй раз. Награждён орденом Отечественной войны II степени, орденом «Знак Почёта», украинским орденом «За мужество», 10 медалями.
Осенью 1945 года переведён служить в Восточную Пруссию, в город Инстенбург (теперь Черняховск, Калининградская область, Россия).
30 июля 1947 года демобилизовался из армии по состоянию здоровья. В 1947—1948 годах снова работал в колхозе «Новая Жизнь» на разных работах. В мае-октябре 1948 года учился в сельскохозяйственной школе бухгалтерских кадров. В 1948—1957 годах работал бухгалтером, главным бухгалтером колхоза «Новая Жизнь», инструктором — бухгалтером при беспальчевской МТС, бухгалтером сельской средней школы.
В 1951—1952 годах окончил семь классов вечерней школы сельской молодежи в Беспальче.
6 мая 1951 года женился на Головаш Полине Павловне (1931—1982). До свадьбы работала учительницей немецкого языка в средней школе села Нехайки, после бракосочетания — учительницей украинского языка и литературы и немецкого языка в средней школе Беспальче.
В 1952—1954 годах учился заочно на двухлетних курсах бухгалтеров промышленных предприятий (Москва — Харьков). В 1954—1957 годах учился в заочной средней школе, а экзамены на аттестат зрелости сдал в средней школе Беспальче. В 1962 году поступил на общенаучный факультет Черкасского государственного педагогического института (заочное отделение). В 1964 году перевелся на исторический факультет Киевского государственного университета им. Т. Г. Шевченко (заочное отделение), который успешно окончил в 1968 году.
В 1957—1964 годах работал секретарём сельского совета Беспальче. В 1955—1995 годах 11 раз избирался депутатом сельского совета Беспальче.
В 1964—1991 годах работал учителем истории и обществоведения средней школы Беспальче. В 1981—1985 годах работал заместителем директора школы по учебно-воспитательной работе.
С 1964 года занимался краеведческой работой. С целью сбора материалов по истории родного края работал в государственных архивах, музеях, библиотеках Киева, Черкасс, Полтавы, Харькова, Львова, Москвы, Подольска.
Вёл переписку с государственными архивами, музеями, библиотеками, Главным управлением кадров Министерства обороны СССР, областными, городскими, районными военкоматами, ветеранами войны и труда.
В 1969 году в составе делегации посетил Польшу в связи с празднованием 25 лет ПНР.
На базе собранных материалов, с помощью педагогического и ученического коллектива школы, правления колхоза, исполкома сельского совета, при школе создан музей села Беспальче, открытый 22 февраля 1976 года. Заведовал им Иван Городинец. Также на базе собранных материалов в 1994 году создал «Книгу Памяти села Беспальче» — одну из первых на Украине биографических летописей украинского села. В 2014 году опубликовал книгу «Память не угаснет», посвящённая истории украинского крестьянства военного периода.
С 1965 года начал печататься на страницах районной газеты, позже на страницах областных и республиканских газет. Также печатался в журналах «Киев», «Развитие государства», «Украина. Наука и культура», культурологическом сборнике «Черкасский край — земля Богдана и Тараса».
С первых дней создания Украинского общества охраны памятников истории и культуры принимал активное участие в его работе и работал председателем первичной организации средней школы Беспальче до 1989 года. Много раз участвовал в работе районных и областных пленумов и конференций этого общества.
В 1977 году был избран делегатом и участвовал в работе IV съезда учителей Украинской ССР, который состоялся в Киеве 28-30 марта 1977 года.
Был инициатором установления в селе Беспальче памятника землякам, которые стали жертвами голодомора и политических репрессий. Изучая биографии и родословную репрессированного художника И. И. Падалки, инициировал установку памятника художнику на его родине — в селе Жерноклевы, а в Драбовском районном краеведческом музее — открытие мемориальной комнаты.
В 2016 году решением Драбовской районного совета принято решение «Об учреждении ежегодной районной краеведческой премии имени Ивана Городинца», 2 сентября того же года провели первое вручение премии.

## Работы
- Український художник І. І. Падалка (1894—1937): бібліогр. покажч. / Уклад. В. О. Ярошик; І. С. Городинець. — Харків: ХДНБ, 1992 — с. 53 — (Повернені імена)
- Книга пам’яті села Безпальче. Сімферополь, 1994, с. 220
- Городинець І. Війна проти власного народу. — Черкаси: [б.в.], 2008. — 146 с.: іл.
- Та ж сама. Видання друге, доповнене. Черкаси, 2009, с.158.
- Пам’ять не згасне. Село Безпальче на Черкащині в період Другої світової війни 1939—1945 років. — Черкаси: Вертикаль, видавець Кандич С. Г., 2014. — 480 с.